# Зиновьев, Алексей Тихонович
Алексей Тихонович Зиновьев (псевдоним — Зиновин) (10 февраля 1896, Дмитровка, Воронежская губерния, Российская империя — 11 января 1959, Ленинград, СССР) — русский и советский актёр, драматург и прозаик, Член Союза писателей СССР.

## Биография
Родился 10 февраля 1896 года в Дмитровке. Восьми лет переехал с матерью в Санкт-Петербург. Детство провёл в стенах Александринского театра, где его отец работал сторожем, а мать уборщицей. В 1910 году поступил в Петроградское коммерческое училище, которое он окончил в 1913 году. С 1914 по 1915 год играл в труппе Народного дома Общества трезвости. В августе 1915 года призван в армию, служил в 195-м пехотном полку. После Февраля избран членом полкового комитета, затем председателем солдатского клуба.
В 1918 году вернулся в Народный дом. В апреле 1919 года добровольно вступил в Красный флот, в мае принят в РКП(б). До конца года исполнял обязанности коменданта Шлиссельбурга. В 1920 году был начальником агитпропа областного политотдела в Нижнем Новгороде. В 1921 году мобилизован для подавления Кронштадтского мятежа, затем назначен заведующим культотдела профсоюза работников железнодорожного и водного транспорта Северо-Западной области. В 1922 году снова мобилизован на флот и служил в Управлении военно-морских учебных заведений.
После демобилизации работал уполномоченным Ленинградского губполитпросвета по Володарскому району (1923—1926), без отрыва от работы три года учился на факультете общественных наук ПетрГУ (ЛенГУ) (1923—1925), после чего учился в Ленинградском Комвузе, где одновременно заведовал учебной частью первого и второго курсов (1926—1928). Затем занимал ряд партийных должностей: заведующий культпросветотделом Псковского окружкома ВКП(б) (1929—1930), заместитель секретаря Волосовского райкома ВКП(б) (1931), председатель Ленпролеткульта (1931—1932), ответственный секретарь Ленинградского отделения Союза советских художников (1932), заместитель начальника политотдела Богуславской МТС, начальник политотдела Бешенковичской МТС (1933). Был заместителем директора и художественным руководителем киностудии «Советская Беларусь» (1935—1939).
Свою литературную деятельность начал в 1922 году. В 1939-40 гг участвовал в Советско-Финляндской войне, а во время ВОВ был редактором газеты 8-й авиабригады, позднее — авиадивизии.
Скончался 11 января 1959 года в Ленинграде, не дожив почти месяц до своего дня рождения. Похоронен на Богословском кладбище.

## Фильмография

### Сценарист
- 1937 — Балтийцы
- 1938 — Одиннадцатое июля
- 1957 — Балтийская слава